# Фараон

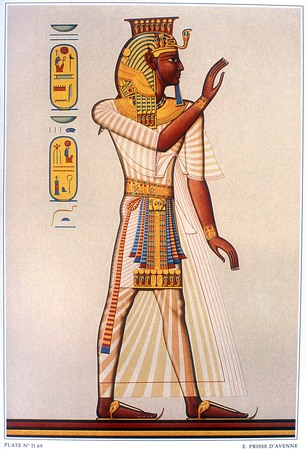
Фараон Рамзес III. Відреставроване зображення з гробниці фараона.

Фарао́н — титул монарха в Стародавньому Єгипті, сучасне найменування правителів Стародавнього Єгипту. 
Фараон вважався живим богом, який після своєї смерті повинен приєднатися до інших богів. Він мав титул Сина Сонця і релігійну, політичну та військову владу в усьому Єгипті. Кожен фараон мав п'ять так званих титульних імен. Фараони з одного роду, котрі правили послідовно, складали династію.
Помічником фараона був перший міністр (візир), керівник виконавчої влади.

## Етимологія
| O1 · O29 |

| O1 · O29 |

Фараон (Φαραώ) — грецьке слово, запозичене з Біблії (івр. פַּרְעֹה, [  пар'о̄ ]), спотворене єгипетське «праа» (pr-aa), що буквально означає «великий будинок», тобто царський палац. Звичайним же найменуванням єгипетських царів був вираз «той, хто належить Очерету і Бджолі» («несу-біті»), тобто відповідно Верхньому і Нижньому Єгипту, або просто «повелитель обох земель» («небтауі»).
Словом праа почали називати персону царя лише за часів Нового царства після 1580 до н. е. Імовірно, ніколи не було офіційним титулом, а виникло як евфемізм, що дозволяє обійтися без згадки царського імені та офіційних царських титулів, в епоху Нового царства і особливо поширилося до середині I тис. до н. е.

## Історія
Давньосхідна монархія в Стародавньому Єгипті зародилися в другій половині IV тис. до н. е. Після об'єднання Верхнього Єгипту і захоплення царями Нармером і Міною (Менесом) дельти Ніла (XXXI ст. до н. е.) Агресивний військовий характер цих монархій став змінюватися. Одночасно з розвитком  бюрократичного апарату і переходом господарства в пряме підпорядкування монарху йшла сакралізація його влади. Цар став розглядатися як гарант прихильності богів до країни. Починаючи з IV династії, він асоціюється не з богом Хором, а з богом сонця Ра, сином якого і вважається. Ра ж приписувалася роль першого фараона, відповідно всі наступні царі вважалися також богами. Тоді ж одна за одною були побудовані Великі піраміди, які уособлювали виняткову міць і велич правителів того часу.
Із занепадом Стародавнього царства, кліматичною кризою XXIII–XXII ст. до н. е. та вступом Єгипту в I Перехідний період могутність і авторитет єгипетських царів ослабли, зріс вплив і багатство знаті й державних чиновників. Епоха Середнього царства так повністю і не повернула єгипетським царям втраченого. Після розпаду Середнього царства і завоювання Нижнього і частини Верхнього Єгипту гіксосами здебільшого країною почала правити ,гіксосська династія, яка мала повноцінним сакральний статус.
Після вигнання гіксосів на початку Нового царства Єгипет опинився в новому політичному становищі: він більше не домінував у регіоні, де у нього з'явилися такі могутні суперники, як царство Мітанні і пізніше Хат (Хеттське царство). В результаті авторитет фараонів став ґрунтуватися значною мірою на їх військових успіхах. Тим, хто їх не мав (як жінка Хатшепсут і цар-миротворець Аменхотеп III), доводилося посилено переконувати підданих в своєму божественному походженні. Незважаючи на це, морально-ідеологічна залежність суспільства від царя вже не йшла ні в яке порівняння з Давнім царством. До кінця II тис. до н. е. децентралізація єгипетського суспільства, зростання впливу храмів і номархів закінчилися розпадом Нового царства.
З цього часу фараони не мали істотного впливу в регіоні. Лише деяким з них (наприклад, Псамметиху I) вдавалося об'єднати Єгипет і втручатися в справи сусідніх країн. Населення і окремі господарства ставали все більш незалежні від царя, а його сакральна роль посередника між народом і богами практично зникла. У 525–485 рр. до н. е. фараонами Єгипту офіційно вважалися перські царі Ахеменіди, в 332–323 рр. до н. е. — Александр Македонський, а після смерті останнього — Птолемеї, його нащадки діадохи.

## Атрибути

Вбрання фараона. Сучасна реконструкція на основі зображень у гробницях

- Корона існувала в багатьох варіантах. Найбільш вживана подвійна корона «пшент» складалася з червоною корони Нижнього Єгипту «дешрет» і білої корони Верхнього Єгипту «хеджет». Кожна з цих двох корон належала також богиням-покровителькам цих частин країни — відповідно Уаджит, богині-кобрі, і Нехбет, яка шанувалася у вигляді стерв'ятника. Зображення Уаджит (урей) і Нехбет прикріплялися до корони спереду. Рідше надягали синю корона хепреш (для військових походів), золоту корону Хаїт (для ритуальних обрядів), діадему сешед (в епоху Стародавнього царства), а також інші головні убори на кшталт корони хемхемет, яка частіше зустрічаються на зображеннях богів, ніж фараонів.
- Хустка (немес, або клафт) була звичайним головним убором в Єгипті, проте відрізнялася за кольорами залежно від соціальної категорії носія. Царський немес, судячи з наявних зображень, був золотим із синіми смугами. Іноді поверх нього надягалася і корона.
- Ґирлиґа (хека) — короткий жезл із вигнутим верхнім кінцем. Відомий з додинастичних часів і походить, ймовірно, від пастушої палиці. Його носили не тільки боги і царі, але також і вищі чиновники.
- Батіг або ціп (нехех) зазвичай зображується разом з жезлом-гаком.
- Жезл — довга палиця з роздвоєним нижнім кінцем і навершям у вигляді голови собаки або шакала, пізніше стилізованим.
- Накладна борідка була символом влади і чоловічої сили царя. Виготовлялася штучно і підв'язувалася.